# نيكي كروز
نيكي كروز (بالإنجليزية: Nicky Cruz)‏ (6 ديسمبر 1938، سان خوان في الولايات المتحدة)؛ روائي أمريكي.